# Might & Magic: Heroes VI
Might & Magic: Heroes VI ist ein rundenbasiertes Strategiespiel für Windows, das von dem ungarischen Unternehmen Black Hole Entertainment entwickelt und von Ubisoft, zusammenfallend mit dem 25. Geburtstag des Might-&-Magic-Franchise, weltweit am 13. Oktober 2011 veröffentlicht wurde. Das Spiel ist der sechste Teil der Spieleserie Heroes of Might and Magic und der erste Teil dieser Serie, der als Titel Might & Magic + Suffix verwendet, da sich Ubisoft dazu entschloss, alle Titel im Might-&-Magic-Universum nur mehr nach diesem Shema zu benennen. An der finalen Entwicklungsphase des Spiels war auch der deutsche Entwickler Limbic Entertainment beteiligt, der sich zudem für einige Patches sowie für die beiden 2012 veröffentlichten DLCs Pirates of the Savage Sea und Danse Macabre verantwortlich zeichnete. Am 2. Mai 2013 erschien die von dem singapurischen Unternehmen Virtuos entwickelte Standalone-Erweiterung Shades of Darkness.

## Handlung
Die Handlung von Might & Magic: Heroes VI ist in Ashan angesiedelt, einer Welt, in der auch die Geschehnisse von Heroes of Might and Magic V, Dark Messiah of Might and Magic und Might and Magic: Clash of Heroes stattfinden. Sie spielt 400 Jahre vor den Ereignissen von Heroes V und befasst sich mit den fünf Kindern des Lords Slava Greif, dem Herrscher des Greif-Herzogtums, welches wiederum Teil des Heiligen Falkenimperiums ist. Als Slava Greif ermordet wird, werden seine Kinder auseinandergerissen und es verschlägt jedes von ihnen in ein anderes Reich zu unterschiedlichen Fraktionen, wo sie sich anschicken, den Umständen, die zum Tode ihres Vaters führten, auf den Grund zu gehen sowie an einem uralten, neuentfachten Krieg zwischen Engeln und Dämonen teilzunehmen.
Nach den zwei Karten der Einführungskampagne mit Slava Greif, steht es dem Spieler frei die fünf fraktionsbezogen Kampagnen des Hauptspiels Nekropolis, Zuflucht, Sanktuarium, Inferno und Bastion, die jeweils vier Karten umfassen, in unterschiedlicher Reihenfolge zu spielen. Abgeschlossen wird der Handlungsstrang mit einer finalen Kampagne, in der, je nachdem für welchen Weg sich der Spieler entschieden hat, zwei weitere Karten bezwungen werden können, die jeweils zu einem anderen Ende der Geschichte führen.

## Spielprinzip
Wie bei den Vorgängern der Spielreihe ist es die Aufgabe des Spielers Städte auszubauen, Einheiten zu rekrutieren und aufzuwerten sowie mit von Helden angeführten Armeen die Abenteuerkarte zu erkunden, Monstergruppen zu besiegen und Schätze wie Rohstoffe und magische Artefakte zu sammeln. Meist gilt es dabei alle Städte zu erobern und alle feindlichen Helden zu eliminieren. Als Rohstoffe stehen nur noch Holz, Erz, Blutkristalle und Gold zur Verfügung. Besondere Neuerungen sind die überstarken, riesigen Bossmonster, die ganze Armeen vernichten können und die Einflussbereiche, in die eine jede Karte aufgeteilt ist. Jedem Einflussbereich ist ein beherrschendes Bauwerk zugeordnet, das eine Stadt oder auch eine Festung sein kann. Alle nichtneutralen Kreaturenbehausungen und Ressourcen produzierenden Gebäude eines Einflussbereichs unterstehen diesem Bauwerk, sodass, falls dieses erobert wird, alle diese Gebäude automatisch in den Besitz des neuen Herren übergehen. Eine weitere Neuerung ist die Möglichkeit Städte, Festungen und Kreaturenbehausungen zu konvertieren, sodass dort Einheiten der eigenen Fraktion angeworben werden können.
Die Helden des Spiels bekommen mit jedem erreichten Level erhöhte Attribute sowie stärkere Schadens-, Heil-, Beschwörungs- und Absorptionszauber. Neu entworfen wurde auch das Fähigkeiten-System der Helden. Das alte Zauberspruch-System, bei dem die Helden ihre Sprüche in Magiergilden erlernten, wurde abgeschafft und durch einen Fähigkeitenbaum ersetzt, aus dem die Spielenden nach jedem Levelaufstieg eine neue Fertigkeit für ihre Helden auswählen können. Es gibt drei verschiedene Formen von Fähigkeiten. Die Macht-Fähigkeiten stellen verschiedene Fertigkeiten in den Bereichen Vorbild, Reich, Taktik, Kriegsrufe und Kriegsführung zur Verfügung. Die Magie-Fähigkeiten bieten Zaubersprüche der Schulen Luft, Feuer, Erde, Wasser, Licht und Dunkel sowie magische Primär-Fertigkeiten. Die sogenannten Helden-Fähigkeiten setzen sich aus den vier verschiedenen Spezialfähigkeiten Fraktionsfähigkeit, Heldenangriff, Anfangsfähigkeit (Spezialisierung) und Reputations-Fähigkeiten zusammen. Die Fraktionsfähigkeit und der Heldenangriff sind bei allen Helden einer Fraktion identisch. Die Helden der Zuflucht z. B. besitzen die Fraktionsfähigkeit Schutzengel, die eigene Einheiten vorübergehend gegenüber jeglichen Schaden immunisiert und den Heldenangriff „Mal des Ketzers“, durch den feindliche Einheiten als Ketzer gebrandmarkt werden und somit erhöhten Schaden erleiden. Die Anfangsfähigkeit ist für jeden Helden unterschiedlich und kann beispielsweise die Möglichkeit bieten eine erhöhte Anzahl von Einheiten pro Woche rekrutieren zu können. Die mächtigen Reputations-Fähigkeiten können, ausgenommen der ersten neutralen Stufe, die schon ab dem ersten Level verfügbar ist, erst erlangt werden, wenn sich der jeweilige Held entweder für den kriegerischen Pfad des Blutes oder den friedfertigeren Pfad der Tränen entschieden hat, wobei dafür erst einmal Reputations-Punkte benötigt werden, die in Arenen, durch Quests oder durch das Verfolgen bzw. Ziehen lassen von kampfunwilligen neutralen Einheiten gesammelt werden können. Neu ist auch, dass sich Helden ohne eine Armee über die Abenteuerkarte bewegen können.
Das Hauptspiel bietet fünf verschiedene Fraktionen mit jeweils einzigartigen Heldenklassen, Einheiten und Heldenfähigkeiten zum Spielen an, von denen vier (Nekropolis, Zuflucht, Inferno und Bastion) bereits in den Vorgängern der Spielreihe Einzug fanden. Die fünfte Fraktion, Sanktuarium, wurde völlig neu entworfen. Sie ist geprägt von einer Mischung aus asiatischem sowie wasserweltlichem Stil und wird von den schlangenartigen Naga angeführt. Als Kreaturen können Hai-Soldaten, Korallenpriesterinnen, Kappas, Quellgeister, Schneemaiden, Kenshi (Naga-Schwertkämpfer) und Kirins angeworben werden. Die Helden dieser Fraktion können Samurai sein und sich ohne Schiff über Gewässer bewegen.
Fraktionsübersicht:
| Fraktion                                  | Heldenklassen              | geführt von den | mit Einheiten wie                              | Fraktionsfähigkeit |
| ----------------------------------------- | -------------------------- | --------------- | ---------------------------------------------- | --- |
| Nekropolis                                | Nekromant/Schwarzer Ritter | Untoten         | Skelette, Liche und Vampire                    | Nekromantie: Reanimiert untote Kreaturen                                                                                        |
| Zuflucht                                  | Kleriker/Ritter            | Menschen        | Wächter, Armbrustschützen und Greife           | Schutzengel: Immunisiert Einheiten vorübergehend gegen Schaden                                                                  |
| Sanktuarium                               | Mönch/Samurai              | Naga            | Hai-Soldaten, Korallenpriesterinnen und Kappas | Ehre: Erhöht vorübergehend die Macht- und Magie-Verteidigung von Einheiten                                                      |
| Inferno                                   | Hexenmeister/Ketzer        | Dämonen         | Höllenhunde, Sukkubi und Moloche               | Herbeirufung: Ruft Dämonen herbei                                                                                               |
| Bastion                                   | Shamane/Barbar             | Orks            | Goblins, Harpyien und Zentauren                | Blutrage: Erhöht die Initiative von Einheiten                                                                                   |
| Dungeon (Erweiterung: Shades of Darkness) | Hexer/Dunkelschwert        | Dunkelelfen     | Meuchler, Mantikoren und Minotauren            | Malassas Schleier: Macht Einheiten vorübergehend unsichtbar, wodurch Angriffs-, Verteidigungs- und Zugweite-Boni erlangt werden |

## Veröffentlichungen
Zeitgleich mit der Veröffentlichung des Hauptspiels erschien eine Collector’s Edition, die neben Might & Magic: Heroes VI auch ein 160-seitiges hard cover artbook, ein beidseitiges Poster, ein Metallamulett, den offiziellen Soundtrack zum Spiel sowie eine Bonus-Karte, zwei Bonus-Gegenstände und vier Bonus-Helden beinhaltet.
Der deutsche Entwickler Limbic Entertainment veröffentlichte zwei DLCs zum Spiel. Der erste DLC, Pirates of the Savage Sea, war ab dem 12. Juli 2012 verfügbar und enthält, unter anderem, eine neue, zwei Karten umfassende Kampagne, die den Piraten Crag Hack bei seinen Abenteuern begleitet, eine eigenständige Szenario-Karte, dessen Handlung in der Welt VARN des allerersten Might-&-Magic-Rollenspiels angesiedelt ist, neue Helden, eine neue Artefakt-Garnitur und ein neues Gebäude auf der Abenteuerkarte, das es erlaubt die verschiedenen neutralen Elementare anzuheuern.
Der zweite DLC erschien am 27. September 2012 unter dem Titel Danse Macabre und enthält ebenfalls eine neue, zwei Karten umfassende Kampagne, die sich mit den Geschicken des Nekromanten Sandro beschäftigt. Zu den weiteren Neuerungen gehören auch eine neue Artefakt-Garnitur sowie eine neue Szenario-Karte, deren Handlung in der Welt Xeen der Might-&-Magic-Teile Might and Magic IV: Clouds of Xeen und Might and Magic V: Darkside of Xeen spielt.
Zeitgleich mit dem zweiten DLC kam die Gold Edition in den Handel, die das Hauptspiel und die beiden DLCs enthält. Zudem wurde ein Bonus-Szenario mitgeliefert, dessen Handlung in der Welt Enroth des Might-&-Magic-Rollenspiels Might and Magic VI: The Mandate of Heaven und der ersten beiden Teile der Heroes-of-Might-and-Magic-Reihe stattfindet. Die beiden DLCs waren ab dem 9. Oktober 2012 auch in gebündelter Form als Adventure Pack erhältlich.

### Shades of Darkness
Die Standalone-Erweiterung Shades of Darkness des singapurischen Unternehmens Virtuos erschien am 2. Mai 2013. Sie enthält die „neue“, spielbare Fraktion Dungeon, die von den Dunkelelfen geführt wird, neue Artefakte und neben weiteren Neuerungen zwei neue Kampagnen mit jeweils vier Karten. Die beiden Kampagnen spielen ein Jahrhundert nach den Ereignissen von Heroes VI und sind dem Dunkelelfen Raelag (bekannt aus Heroes of Might and Magic V), der um das Überleben seines Volkes kämpft und die Dunkelelfen Nation festigen will, sowie dem Schwarzen Ritter Vein (bekannt aus Might & Magic: Duel of Champions), der einer geheimnisvollen Seuche unter den Nekromanten von Heresh auf den Grund zu gehen gedenkt, gewidmet.
Ebenfalls am 2. Mai 2013 wurde eine Complete Edition veröffentlicht, die das Hauptspiel, die beiden DLCs und die Erweiterung beinhaltet.

## Spielmodi
Neben den sieben Kampagnen des Hauptspiels, den zwei Kampagnen der beiden DLCs Pirates of the Savage Sea und Danse Macabre sowie den zwei Kampagnen der Erweiterung Shades of Darkness, bietet der Einzelspieler-Modus auch einige wenige Szenarien mit kampagnenartigen Handlungssträngen sowie etliche Karten, auf denen Gefechte und Duelle gegen Computergegner absolviert werden können. Das Spielen gegen menschliche Gegner im Mehrspieler-Modus ist ebenfalls möglich.
Eine Neuheit stellt der Conflux dar, für den eine Internet-Verbindung benötigt wird und der die Online-Umgebung des Spiels bildet. Durch ihn können z. B. aktuelle offizielle Neuigkeiten eingesehen, Unterhaltungen mit Freunden gestartet und allgemeine Ranglisten betrachtet werden. Auch kann eine eigene Dynastie gegründet und aufgebaut werden, die aus den selbst gespielten Helden besteht und für die wiederum mächtige Dynastie-Waffen ergattert werden können, welche sogar zum Aufstieg befähigt sind. Zudem ist es möglich sich Statistiken und Rekorde für die eigene Dynastie anzuschauen sowie anderen Spielern seine Lieblingshelden zu präsentieren und bei diesen mit den eigenen Heldentaten anzugeben. Werden Heldentaten vollbracht, so können Dynastie-Symbole erworben werden, durch die wiederum, beim Altar der Wünsche, Boni wie weitere Dynastie-Waffen, Dynastie-Haustiere oder neue Spielerprofil-Portraits freigeschaltet werden können.